# استان پوانی

موقعیت استان پوانی در نقشه تانزانیا

پوانی یکی از استانهای کشور تانزانیا می‌باشد و شهرستان کیباها نیز مرکز این استان است.
این استان از شمال با استان تانگا، از شرق با استان دارالسلام و اقیانوس هند، از جنوب با استان لیندی و از غرب با استان موروگورو همسایه می‌باشد.
واژه پوانی به زبان سواحیلی به معنای ساحل و بندرگاه می‌باشد.
برپایه نتایج سرشماری عمومی نفوس و مسکن که در سال ۲۰۰۲ توسط دولت تانزانیا انجام شد جمعیت این استان بالغ بر ۸۸۹٫۱۵۴ نفر اعلام شده‌است.

## شهرستانها

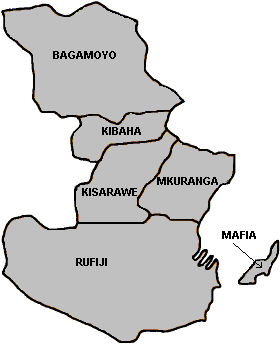
شهرستان‌های تابعه استان پوانی

استان پوانی دربرگیرنده شش شهرستان می‌باشد. شهرستانهای:
- شهرستان باگامویو
- شهرستان کیباها
- شهرستان کسیاراوه
- شهرستان جزیره مافیا
- شهرستان امکورانگا
- شهرستان روفیجی